# Reevesluis
De Reevesluis is een sluizencomplex in het Drontermeer, net ten zuiden van het eiland Reve en de monding van het Reevediep. Het scheidt de randmeren (Drontermeer) van het IJsselmeersysteem (Vossemeer). De sluis ligt ter hoogte van het drie provinciënpunt van Gelderland, Overijssel en Flevoland. Ten oosten van de schutsluis werd een spuisluis aangelegd. Schepen moeten door de schutsluis varen.
De schutsluis is geschikt voor scheepvaart tot en met CEMT-klasse IV. De toegelaten grootte op deze vaarweg is (l×b×d) 90 × 9,5 × 3 meter.
De sluis werd aangelegd in het kader van Ruimte voor de rivier. Door de bouw van de sluis en de aanleg van het Reevediep kan IJsselwater via het Vossemeer worden afgevoerd naar het IJsselmeer. Dit resulteert in een verlaging van de hoogwaterstanden op de IJssel tussen Kampen en Zwolle. De sluis verving de Roggebotsluis en nam haar waterkeringsfunctie over. 
Over de Reevedam en de sluis is een wandel- en fietsverbinding aangelegd, die 2 juli 2021 werd geopend. Fietsers kunnen sindsdien via de sluis van de zuidelijke Reevediepdijk op de Flevolandse Drontermeerdijk komen.
Aan de oostzijde van de sluis is een kluunvoorziening over de Reevedam voor schaatsers gerealiseerd. Ook is aan de westzijde van de sluis een oversteekmogelijkheid over het land voor kanoërs aangelegd.

## De bouw
Het Reevesluiscomplex werd gebouwd door aannemerscombinatie Isala Delta, bestaande uit Boskalis en Van Hattum en Blankevoort en bestaat uit een schutsluis, een spuisluis en een vispassage. 08 februari 2018 sloeg minister Cora van Nieuwenhuizen de eerste paal voor de nieuwe sluis en zette daarmee de uitvoering van de bouw in gang. Op 4 oktober 2021 werd de sluis geopend door minister Barbara Visser.

### De schutsluis
De bodem van de schutsluis is niet onderheid en de wanden van de sluis werden in staal uitgevoerd. Daardoor was aanzienlijk minder beton nodig, ook werd gebruik gemaakt van gerecycled beton. Het bedieningsgebouw is volledig circulair. Mocht RWS op termijn overgaan naar centrale bediening, dan kunnen alle onderdelen van het bedieningsgebouw elders worden hergebruikt. Na de bouw van de sluis had de Roggebotsluis geen functie meer, deze is in 2023 gesloopt.
De deur van het benedenhoofd weegt 43 ton en heeft een afmeting van 12,5 × 7,7 meter. De deur van het bovenhoofd weegt 51 ton en heeft een afmeting van 12,5 × 9,7 meter. De draaideuren worden in gesloten stand geborgd middels een zware mechanische grendelconstructie waardoor de deuren in beide richtingen hoogwaterkerend zijn en de kering beschermd is tegen een eventuele forse aanvaring. De sluis heeft maar één deur per sluishoofd.
In het spuiseizoen (28 oktober 2019 tot en met 31 maart 2020) stonden de deuren van de schutsluis open en was passeren alleen na aanmelding mogelijk. Tijdens de werkzaamheden stonden de seinen standaard op dubbel rood en mocht de scheepvaart niet passeren. De sluis is te smal in de vaargeul om van twee zijden tegelijk vaarverkeer toe te laten. Rijkswaterstaat loste dat daarna op door met de seinen te gaan werken: één zijde had een halfuur rood en de andere stond dan op groen. Na dat halfuur wisselden de lichten voor een halfuur. Ongeacht het aanbod van schepen. Tijdens de passeervensters vonden er geen werkzaamheden plaats en werden de seinen bediend door de sluisbedienaar. Vanaf 1 april 2020 kon er daadwerkelijk geschut worden en werd de schutsluis normaal bediend. 
Sinds maandag 28 oktober 2019 is de nieuwe schutsluis klaar voor gebruik.

### De spuisluis
De spuisluis bestaat uit twee parallelle spuiopeningen die apart bediend kunnen worden, afhankelijk van de gevraagde spuicapaciteit. Beide spuiopeningen zijn voorzien van twee schuiven, die redundant om en om ingezet worden.

### De vispassage
Naast de spuiopeningen is een aparte vismigratiegoot aangelegd, voorzien van viskamers met schotten, waardoor de vissen kunnen passeren. Deze goot staat in principe altijd open, maar kan indien gewenst met een schuif gesloten worden.